# Oderen
Oderen je francouzská obec v departementu Haut-Rhin v regionu Grand Est. V roce 2014 zde žilo 1 296 obyvatel.

## Poloha obce
Sousední obce jsou: Fellering, Kruth, Linthal a Metzeral.

## Vývoj počtu obyvatel
Počet obyvatel